# John Clarke (attore)
John Clarke (South Bend, 14 aprile 1931 – Laguna Beach, 16 ottobre 2019) è stato un attore e sceneggiatore statunitense.

## Biografia
È stato il primo attore ad interpretare il personaggio di Mickey Horton nella soap opera statunitense Il tempo della nostra vita, lavorando nella serie dal suo debutto nel 1965 sino al suo ritiro, avvenuto nel 2004 per problemi di salute. È stato quindi sostituito nella serie da John Ingle, che a sua volta ha abbandonato nel 2006.
Nel 1959, Clarke recitò insieme ad Ida Lupino in un episodio di Ai confini della realtà intitolato The Sixteen-Millimeter Shrine. Nella stagione 1961-1962 interpretò il detective Joe Huddleston nella serie poliziesca The New Breed, accanto a Leslie Nielsen.
Sua figlia è l'attrice Melinda Clarke, che ha debuttato proprio in Il tempo della nostra vita per poi passare ad interpretare il personaggio di Julie Cooper-Nichol nella serie televisiva The O.C..

## Filmografia parziale

### Cinema
- I senza paura (Operation Bottleneck), regia di Edward L. Cahn (1961)
- Vincitori e vinti (Judgment at Nuremberg), regia di Stanley Kramer (1961)
- Il sentiero dell'oro (Finger on the Trigger), regia di Sidney W. Pink (1965)
- Stazione 3: top secret (The Satan Bug), regia di John Sturges (1965)

### Televisione
- Ai confini della realtà (The Twilight Zone) – serie TV, 1 episodio (1959)
- Lawman – serie TV, 3 episodi (1959-1960)
- Gunsmoke – serie TV, 3 episodi (1959-1963)
- Death Valley Days – serie TV, 8 episodi (1959-1968)
- I racconti del West (Zane Grey Theater) – serie TV, 1 episodio (1960)
- Hawaiian Eye – serie TV, episodio 2x16 (1960)
- Michael Shayne – serie TV episodio 1x11 (1960)
- Lo sceriffo indiano (Law of the Plainsman) – serie TV, episodio 1x28 (1960)
- Letter to Loretta – serie TV, 4 episodi (1960-1961)
- The New Breed – serie TV, 27 episodi (1961-1962)
- My Living Doll – serie TV, episodio 1x20 (1965)
- F.B.I. – serie TV, 1 episodio (1965)
- Il tempo della nostra vita (Days of Our Lives) – serie TV, 3.557 episodi (1965-2004)
- Squadra speciale anticrimine (The Felony Squad) – serie TV, episodi 1x17-1x19-1x20 (1967)
- Cuore e batticuore (Hart to Hart) – serie TV, 1 episodio (1984)
- La signora del West (Dr. Quinn, Medicine Woman) – serie TV, 1 episodio (1993)